# Георгій Хоштарія
 Георгій «Гогі» Хоштарія (груз. გიორგი "გოგი" ხოშტარია </link> ; нар. 4 жовтня 1938) — грузинський історик мистецтва та колишній політик, який обіймав посаду першого міністра закордонних справ пострадянської Грузії з листопада 1990 по серпень 1991 року. Йому надано звання Надзвичайного і Повноважного Посла першого класу.

## Кар'єра
Гогі Хоштарія народився в Тбілісі в родині грузинського інтелігента. Його батько, Метод Хоштарія (1911—1938), дорожний інженер, племінник багатого підприємця і мецената Акакія Хоштарія, був розстріляний у віці 27 років під час Великого Террору 1937—1398. Його мати, Тінатін Вірсаладзе (1907—1985), була істориком мистецтва. Гогі Хоштарія також здобув освіту історика мистецтва в Тбіліському державному університеті і зробив академічну кар'єру. У 1980-х роках він приєднався до дисидентського руху та тісно співпрацював із Звіадом Гамсахурдіа, який став першим посткомуністичним лідером Грузії та призначив Хоштарію міністром закордонних справ 26 листопада 1990 року.
Будучи міністром закордонних справ, Хоштарія двічі зустрічався з радянським міністром закордонних справ Олександром Безсмертних після проголошення незалежності Грузії у квітні 1991 року, але відносини між Москвою і Тбілісі ставали все більш напруженими, і контакти між двома міністерствами припинилися до середини 1991 року. Хоштарія співпрацював з турецьким урядом для зближення грузинсько-турецьких відносин і рішуче протистояв радянським спробам взяти ці зв'язки під контроль. Він також відвідав Німеччину та Францію у квітні та США у червні 1991 року, щоб сприяти справі незалежності Грузії та лобіювати тісніші економічні відносини. Попри його зусилля, Хоштарія віддалився від Гамсахурдіа і був відправлений у відставку в серпні 1991 року. Причинами розколу він назвав авторитарні тенденції Гамсахурдіа та його неспроможність негайно засудити спробу радянського державного перевороту 1991 року.
Після виходу на пенсію Хоштарія відновив наукову кар'єру. Він читає лекції в кількох інших академічних закладах і часто коментує питання культури та охорони пам'яток. Має доньку Елене Хоштарію.